# Continental Wrestling Association
The Continental Wrestling Association (luego Championship Wrestling Association) fue una promoción de Lucha libre profesional administrado por Jerry Jarrett. El CWA fue el nombre del "Consejo de Administración" para el Championship Wrestling, Inc. promoción que hace referencia para el Mid-Southern Wrestling. Esta promoción fue el jefe del territorio de desarrollo de la NWA durante la década de los 70' y terminando al comienzo de los 80' operándose fuera de Tennessee y Kentucky. La CWA fue miembro de la National Wrestling Alliance hasta 1986 y fue afiliada con la American Wrestling Association hasta 1989. En 1989, la CWA se fusionó con la World Class Championship Wrestling para formar el United States Wrestling Association por lo tanto deja de existir como una entidad independiente.

## Historia

### La división
El territorio de lucha libre profesional más conocida como "Memphis Area", fue originalmente parte de la promoción NWA Mid-America que fue fundada en la década de 1940 y operaba en Memphis, TN y Nashville, TN pero también incluyó paradas en Chattanooga, TN, Jackson, TN, Louisville, KY, Lexington, KY, Bowling Green, KY, Evansville, IN, Birmingham, AL, Huntsville, AL, Tupelo, MS, Jonesboro, AR, Dayton, OH, Wheeling, VO e incluso las pequeñas ciudades en el sureste de Misuri, el norte de Georgia y el este de Carolina del Norte. El territorio de desarrollo "NWA Mid-American" fue inicialmente luchadores en parejas en su mayoría, ofreciendo luchas en parejas en casi todos sus eventos, y en algunas ocasiones ofreciendo luchas individuales para terminar la noche con alguna lucha en parejas. Algunos de los equipos fueron The Von Brauners, The Interns, The Infernos, The Bounty Hunters, Tojo Yammamoto & Jerry Jarrett, Don & Al Green, Bobby Hart & Lorenzo Parente, The Fabulous Kangaroos, Jerry Lawler & Jim White, The Fabulous Fargos, y un sinfín de otros equipos eran regulares. Durante la mitad de la década de 1970 el punto central del territorio cambió de Lucha Libre en Parejas a Lucha Libre Individual y al mismo tiempo Jerry Lawler "subió como la espuma" y se convirtió en "King". Y una ruptura que cambió para siempre el territorio.
En medio de la década de 1970 el territorio se dividió en dos, con ambos promotores por su lado. Jerry Jarret dio como terminado su labor como promotor de Memphis, Louisville, Lexington y Evansville pero con permanencia en la NWA Mid-America, por otro lado Nick Gulas quien era la principal reserva, continuo para promocionar la otra mitad de la promoción. Luego de un tiempo Nick Gulas y Jerry Jarrett llegaron a un punto de disputarse el puesto sin lograr nada. Muchos de los luchadores de hartaron con Nick Gulas por dejar a George Gulas como reserva de la promoción. George Gulas no construyó un buen comienzo y los fanes comenzaron a no importarle la promoción, dejando en claro el mal trabajo de George Gulas. Luego cometió el error de suspender a Jerry Lawler cosa que los fanes despreciaron, Jerry Jarret se acercó a la promoción y formó parte de la otra mitad de la promoción la cual seguía intacta desde la separación, pronto todos abandonarían la mitad Gulas, y se quedarían con la mitad Jarret, la cual hizo nacer una nueva y única promoción con fama por toda Nashville, la Continental Wrestling Association, dejando así que unos meses más tarde la promoción Gulas llegara a su extinción.

### NWA Afiliación
Luego de la separación con Gulas, la CWA se convirtió en un afiliado de la NWA, dejando que los luchadores Campeones Mundiales de la NWA defendieran sus campeonatos con luchadores de la NWA y la CWA. Con el Campeonato Mundial viajando de manos de luchadores de la CWA a la NWA, el campeonato fue sancionado por la NWA o la CWA a comienzos de 1978.
El punto central de la CWA fue el lunes por la noche exhibiéndose en el Mid-South Coliseum en Memphis, donde las entradas se agotaban inmediatamente y llenando el Coliseo al tope. Estos eventos se repitieron en Louisville y Nashville (en los sábados por la noche). Teniendo 3 super eventos en las 3 ciudades y dejando eventos adicionales en Kentucky, Tennessee, Arkansas, Missouri, y Alabama del Norte creando la promoción y cambiándola de color verde a principios de la década de 1990. Estos eventos mostraron una serie de luchadores legendarios quienes pusieron el nombre del territorio de Memphis en el mapa, poco luego apareció Hulk Hogan creando su personalidad la cual lo llevó a la fama antes de Hulkamania, así como otros luchadores como Harley Race, Terry Funk, Jack Brisco, y Ric Flair. Quienes hacían visitas regulares al área, especialmente para enfrentarse a Lawler, aunque Lawler era un luchador Heel era muy aplaudido por ser miembro de la casa, no importaba que tan sucio jugaba el "King" lo importante era la victoria, siendo Lawler aplaudido aunque sea un movimiento de Foul. Por un tiempo Lawler fue dirigido por Jimmy Hart. Lo cual no duraría mucho por la lesión que sufrió Lawler al romperse la pierna en un juego de Football, luego de la desaparición de Lawler por su lesión, Hart nombró a Paul Ellering como el "New King" de la lucha libre. Cuando Lawler regresara ambos comenzaron un feudo que encadenaría uno de los más grandes feudos en toda la historia de la promoción.
La federación también comenzó a protagonizar luchas los sábados por la mañana, desde los estudios de WMC-TV en Memphis, promocionado por Lance Russell y Dave Brown. En la era del territorio de lucha libre, muchas promociones locales comenzaron a subir sus índices de audiencia de manera considerable gracias a los luchadores que llegaban de visita a la ciudad.

### El Fin De Una Era
Después de un intento fallido de cooperación de parte de la AWA, Jerry Jarrett compró la WCCW de Von Erichs y unificó las dos promociones para formar la United States Wrestling Association en 1989, poniendo así fin a la era Continental Wrestling Association.

## Alumnos de la CWA
La lista de luchadores que han estado por un corto período en la CWA hace una extensa lista. La siguiente lista es una lista de luchadores regulares en la CWA y algunos que se quedaron por un muy buen período de tiempo, aquellos se hicieron nombres para sí mismos o restablecieron en Memphis.

### Luchadores Individuales
| - Adrian Street - Andy Kaufman - Austin Idol - Bam Bam Bigelow - Big Bubba the Belt Collector - Bill Dundee - Bob Armstrong - Brad Armstrong - Buddy Landel - Don Bass - Dutch Mantel |  | - Eddie Gilbert - Jeff Jarrett - Jim Neidhart - Jimmy Hart - Jimmy Valiant - Jerry Roberts - Jesse Ventura - Jerry Lawler - Kamala - King Kong Bundy - Max Pain |  | - Randy Savage - Rick Rude - Robert Fuller - Ron Bass - Ron Fuller - Scott Armstrong - Sid Vicious - Steve Armstrong - Terry Taylor - Tommy Rich - Toru Tanaka |

### Equipos
| - Badd Company (Paul Diamond & Pat Tanaka) - The Fabulous Ones (Steve Keirn & Stan Lane) - The Midnight Rockers (Shawn Michaels & Marty Jannetty) - The Moondogs (Rex & Spot) - The Rock 'n' Roll Express (Ricky Morton & Robert Gibson) - The Midnight Express (Norvell Austin, Dennis Condrey y Randy Rose) - Pretty Young Things (Koko B. Ware & Norvell Austin) - The Rock 'n' Roll RPMs (Mike Davis & Tommy Lane) - The Fantastics (Bobby Fulton & Tommy Rogers) - The Nasty Boys (Brian Knobbs & Jerry Sags) - The Zambuie Express (Elijah Akeem & Kareem Muhammad) |

## Campeonatos de la CWA
| - AWA Southern Heavyweight Championship Memphis Wrestling Southern Heavyweight Championship - AWA Southern Tag Team Championship - CWA Heavyweight Championship - CWA Tag Team Championship - CWA Southwestern Heavyweight Championship - CWA Super Heavyweight Championship - CWA Tennessee Tag Team Championship |  | - CWA World Heavyweight Championship - CWA World Tag Team Championship - CWA/AWA International Heavyweight Championship - CWA/AWA International Tag Team Championship - NWA Mid-America Heavyweight Championship - NWA World Six-Man Tag Team Championship |